# Unín (district de Skalica)
Pour les articles homonymes, voir Unin.
Unín est un village de Slovaquie situé dans la région de Trnava.

## Histoire
Première mention écrite du village en 1392.

## Démographie

### Évolution de la population
| Année:               | 1994. | 2004.   | 2014.   | 2024.   |
| -------------------- | ----- | ------- | ------- | ------- |
| Nombre de personnes: | 1149  | 1180    | 1240    | 1168    |
| Différence:          |       | +2,69 % | +5,08 % | -5,80 % |

| Année:               | 2023. | 2024.   |
| -------------------- | ----- | ------- |
| Nombre de personnes: | 1180  | 1168    |
| Différence:          |       | -1,01 % |